# Ivan Vladimirov
Ivan Vladimirov (in bulgaro Иван Владимиров?; 1926 – giugno 2005) è stato un cestista e allenatore di pallacanestro bulgaro.

## Carriera
Con la Bulgaria ha disputato i Campionati europei del 1951 e i Giochi olimpici di Helsinki 1952.